# Pembina-Tal

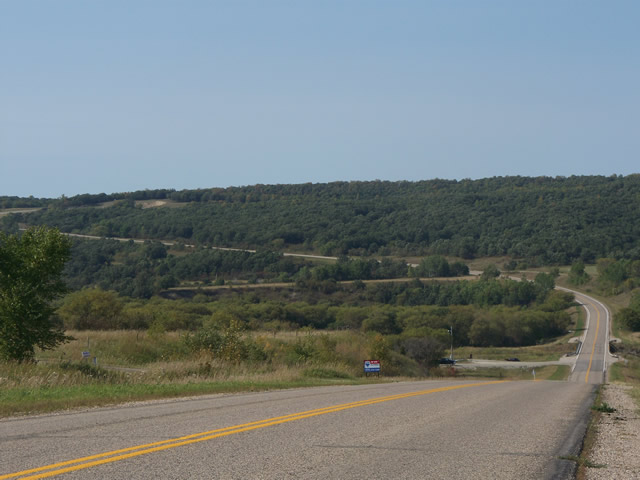
Der Highway 31 durchläuft das Pembina Valley im südlichen Manitoba.

Als Pembina-Tal wird die südlich-zentrale Region der Provinz Manitoba in Kanada bezeichnet. Das Gebiet ist nach seinem wichtigsten geographischen Merkmal, dem gleichnamigen Tal benannt, das durch den südwestlichen Teil der Region verläuft. Das Tal liegt in der auch als Aspen Parkland bezeichneten Ökoregion.
Das Pembina-Tal hatte 2001 bei der Volkszählung 52.126 Einwohner. Die wichtigsten Dienstleistungszentren sind die Stadt Winkler und die Stadt Morden. Andere wichtige Städte sind Altona und Carman.
Die Hauptgewerbezweig des Pembina-Tals ist die Landwirtschaft.
In der Region befindet sich jetzt der Pembina Valley Provincial Park.

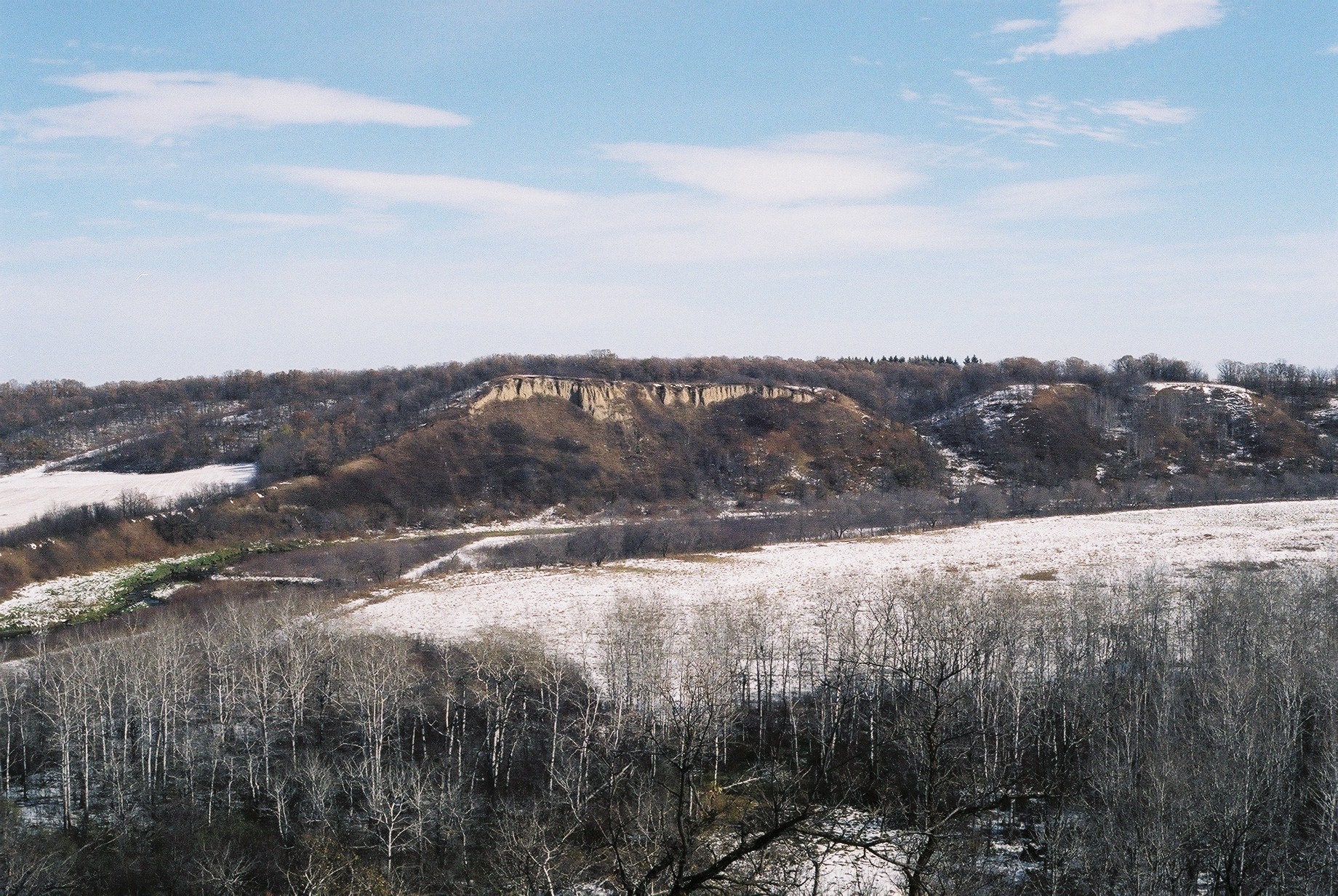
Der Clay Banks buffalo jump, nahe Cartwright.

## Wichtige Gemeinden
- Altona
- Carman
- Cartwright
- Crystal City
- Emerson
- Gretna
- Manitou
- Morden
- Morris
- Pilot Mound
- Plum Coulee
- Roland
- Somerset
- Winkler

## Verwendete Quellen
- Community Profile: Census Division No. 3, Manitoba; Statistics Canada
- Community Profile: Census Division No. 4, Manitoba; Statistics Canada